# 戶手站

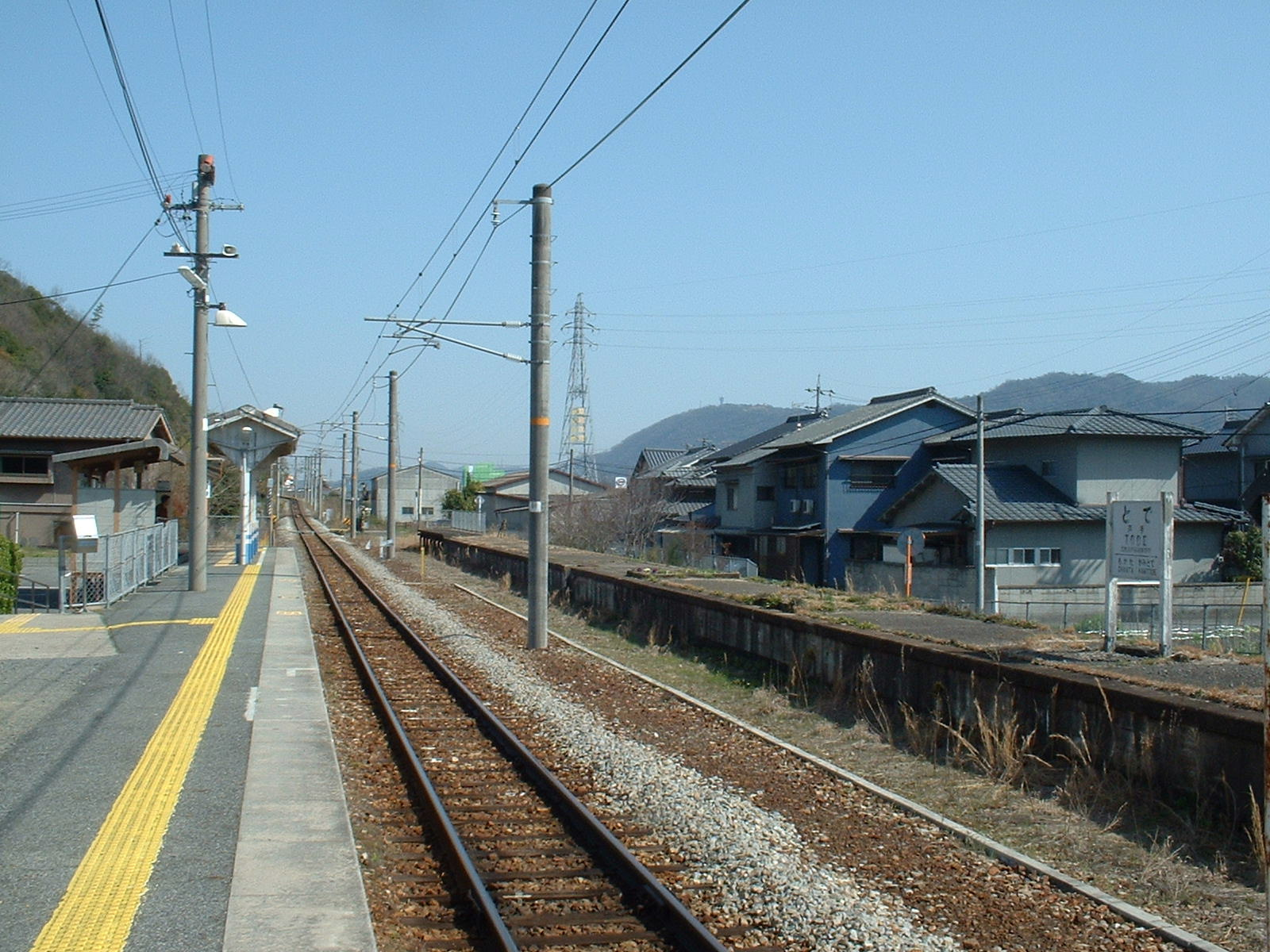
站內

戶手站（日语：／ Tode eki */?）是位於廣島縣福山市新市町大字戶手，屬於西日本旅客鐵道（JR西日本）的福鹽線車站。

## 歷史

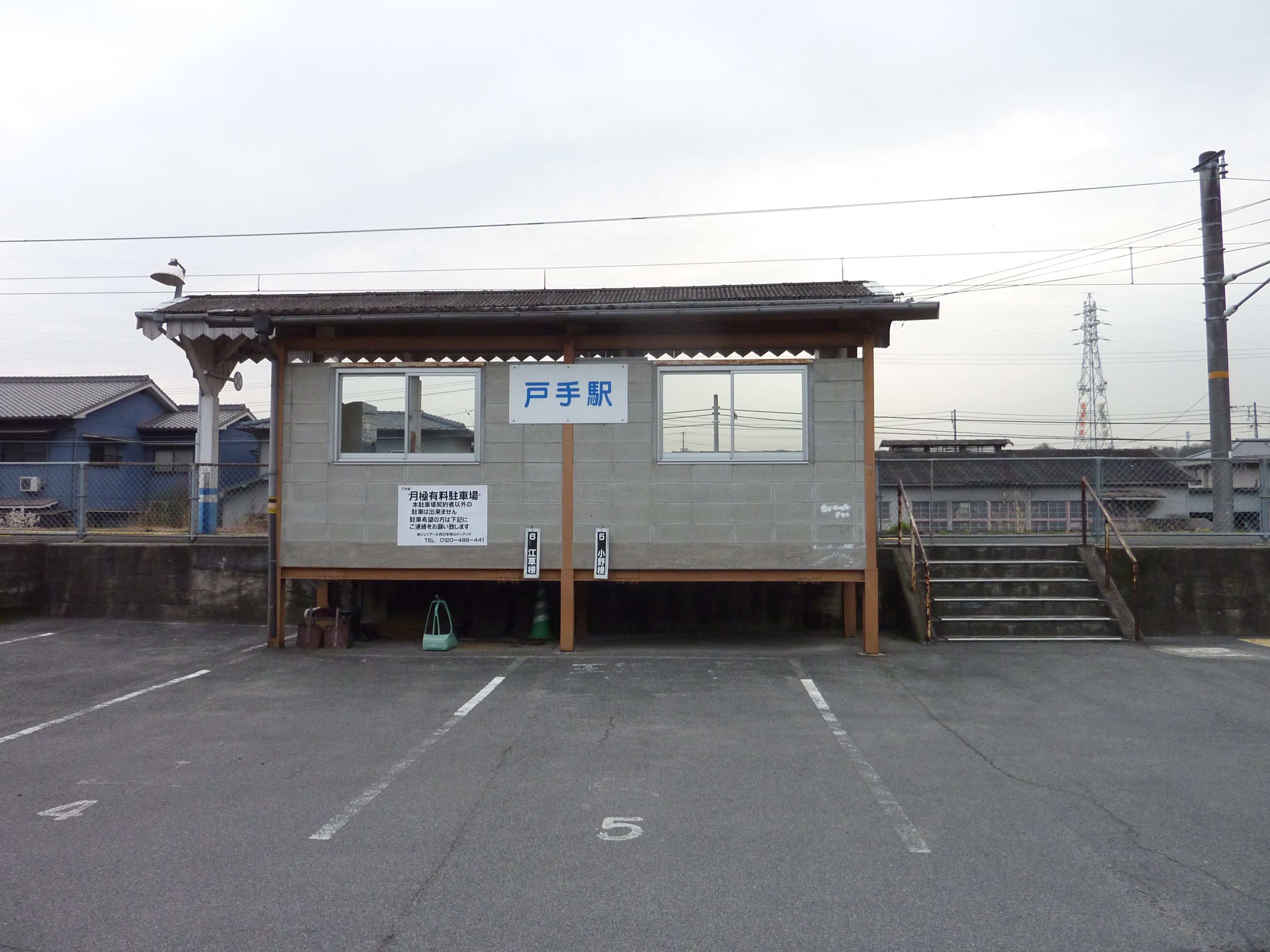
舊車站大樓

- 1914年（大正3年）7月21日 - 兩備輕便鐵道開業，戶手停留場啟用。
  - 當時車站位於廣島縣蘆品郡戶手村。
- 1925年（大正14年）1月12日 - 停留場升級至車站，車站改名為戶手站。
- 1926年（大正15年）6月26日 - 兩備輕便鐵道改名為兩備鐵道。
- 1933年（昭和8年）
  - 9月1日 - 兩備鐵道被國有化，成為國有鐵道福鹽線車站[1]。
  - 11月15日 - 福鹽北線開通，使與福鹽線改名為福鹽南線。
- 1938年（昭和13年）7月28日 - 府中站至上下站之間開通，使福鹽北線和福鹽南線合併成為福鹽線。
- 1955年（昭和30年）2月1日 - 隨著新市町（日语：新市町）（第二次）成立，車站地址變為廣島縣蘆品郡新市町大字戶手。
- 1985年（昭和60年）12月1日 - 成為無人車站（簡易委託化）。
- 1987年（昭和62年）4月1日 - 伴隨國鐵分割民營化，車站由西日本旅客鐵道（JR西日本）營運。
- 2003年（平成15年）2月3日 - 隨著新市町（第二次）編入至福山市（第二次），車站地址變為廣島縣福山市新市町大字戶手。
- 2021年（令和3年）2月23日 - 新車站大樓開始使用。

## 車站構造
車站是一座地面車站，設有1面1線的單式月台。前往府中方向的列車會開啟右邊車門。曾經此站設有2面2線的相對式月台，停用的月台上還有國鐵時代的站名牌。
此站是由福山站管理的無人車站。車站大樓在成為無人車站後便拆毀，後來於2021年2月新建了混凝土製候車室，同時把舊候車室拆毀。在候車室中設有自動售票機，此站不可使用ICOCA。

## 利用狀況
以下為近年1日平均乘車人次列表
| 年度               | 1日平均 乘車人次 |
| ------------------ | ---------------- |
| 2001年（平成13年） | 236              |
| 2002年（平成14年） | 282              |
| 2003年（平成15年） | 298              |
| 2004年（平成16年） | 301              |
| 2005年（平成17年） | 304              |
| 2006年（平成18年） | 285              |
| 2007年（平成19年） | 287              |
| 2008年（平成20年） | 312              |
| 2009年（平成21年） | 307              |
| 2010年（平成22年） | 326              |
| 2011年（平成23年） | 325              |
| 2012年（平成24年） | 293              |
| 2013年（平成25年） | 293              |
| 2014年（平成26年） | 296              |
| 2015年（平成27年） | 303              |
| 2016年（平成28年） | 299              |
| 2017年（平成29年） | 321              |
| 2018年（平成30年） | 323              |

## 車站周邊
- 蘆田川（日语：芦田川）
- 國道486號（日语：国道486号）
- 廣島縣立蘆品Manabi學園高等學校（日语：広島県立芦品まなび学園高等学校）

## 相鄰車站
西日本旅客鐵道（JR西日本）
 福鹽線
近田－戶手－上戶手

## 注腳
1. ↑  日本《官報》第1998號「鐵道省告示第385號」，1933年8月28日：第800頁。
2. ↑  統計福山

## 外部連結
- 戶手｜車站資訊：JR出門網 - 西日本旅客鐵道（日語）